# Félicia Thierret
Pour les articles homonymes, voir Thierret.
Félicie Marie Thierret, dite Félicia Thierret, née vers 1814 à Paris où elle est morte le 1er mai 1873 à 58 ans, est une comédienne française.

## Biographie
Après un passage au Conservatoire de Paris, elle débute à la Comédie-Française dans le rôle de Suzanne du Mariage de Figaro de Beaumarchais. Elle est reçue pensionnaire en 1832, mais quitte bientôt ce théâtre pour alterner entre scènes parisiennes et tournées en province. La liste de ses engagements à Paris est impressionnante : Comédie-Française (en 1832 et en 1841), Odéon (en 1839 et en 1857), Palais-Royal (en 1848 et en 1858), Bouffes-Parisiens (en 1867) et Menus-Plaisirs (en 1873).
Elle aurait pu poursuivre le répertoire classique, mais cela ne correspond sans doute pas à son tempérament fantaisiste. Lorsqu'elle joue Tartuffe à l'Odéon en particulier (rôle de Dorine). L'âge venant, elle prend de l'embonpoint ce qui l'incite à se tourner - avec succès - vers les rôles de duègne. Elle retourne en 1858 au Palais-Royal, où son côté comique put s’exprimer dans les comédies, vaudevilles et opérettes. Charles Legrand la décrit ainsi : « Massive, hommasse, un nez semi busqué, des petits yeux malicieux, un sourire demi-railleur, le pas troupier, le geste hâbleur », cité par Henry Lyonnet.
Eugène Hugot dit d’elle : « On ne vit jamais, du côté du sexe faible, rien de plus cocasse et de figure plus complètement réjouie. Elle avait une façon d’articuler qui n’appartenait qu’à elle et elle soulignait les mots avec tant de drôlerie qu’elle en centuplait la valeur. »
En 1873, tandis qu’elle joue au Menus-Plaisirs La Mariée de la rue Saint-Denis, se sentant malade, elle s’alite pour ne plus se relever, et meurt d'une pneumonie contractée pendant les représentations. La presse salue largement une comédienne pleine d'originalité, de verve et de force comique,.
Elle était mariée à Jean-Baptiste Georgin,. « À la ville, on citait Mme Thierret pour l'exceptionnelle régularité de ses mœurs et le dévouement exemplaire qu'elle témoignait à sa vieille mère »

## Rôles
- 6 septembre 1850 : La Fille bien gardée d'Eugène Labiche et Marc-Michel, théâtre du Palais-Royal : La baronne de Flasquemont
- 9 avril 1851 : Mam'zelle fait ses dents de Labiche et Marc-Michel, théâtre du Palais-Royal : Mme Chatchignon
- 16 octobre 1852 : Edgar et sa bonne  de Labiche et Marc-Michel, théâtre du Palais-Royal : Mme Beaudeloche
- 17 décembre 1852 : Mon Isménie  de Labiche et Marc-Michel, théâtre du Palais-Royal : Galathée
- 2 mars 1853 : Les folies dramatiques  de Dumanoir et Clairville, Théâtre des Variétés : Tromboline
- 1855 : Le Bonheur de vivre aux champs, vaudeville en un acte de Henri Monnier, théâtre du Palais-Royal :
- 26 mars 1857 : L'Affaire de la rue de Lourcine de Labiche, Albert Monnier et Édouard Martin, théâtre du Palais-Royal : Norine
- octobre 1857 : Tartuffe de Molière, théâtre de l’Odéon : Dorine
- 24 décembre 1858 : En avant les Chinois ! de Labiche, théâtre du Palais-Royal : Fleur-de-thé
- 2 février 1861 : La Mariée du mardi gras de Lambert Thiboust et Eugène Grangé, théâtre du Palais-Royal
- 7 mars 1862 : La Station Champbaudet de Labiche et Marc-Michel, théâtre du Palais-Royal : Mme Champbaudet
- 9 mai 1863 : Le Brésilien, comédie en un acte d'Henri Meilhac et Ludovic Halévy, théâtre du Palais-Royal : Mme Karadec
- 22 février 1864 : La Cagnotte, de Labiche et Delacour, théâtre du Palais-Royal : Léonida
- 31 octobre 1866 : La Vie parisienne, opéra-bouffe en cinq actes de Jacques Offenbach, livret de Meilhac et Halévy, théâtre du Palais-Royal : Mme de Quimper-Karadec
- 6 septembre 1867 : La Main leste de Labiche et Édouard Martin, théâtre des Bouffes-Parisiens : Mme Legrainard
- septembre 1868 : L'Île de Tulipatan, opéra-bouffe en un acte de Jacques Offenbach, livret de Henri Chivot et Alfred Duru, théâtre des Bouffes-Parisiens : Théodorine
- mars 1869 : La Diva, opéra-bouffe en trois actes de Jacques Offenbach, livret de Meilhac et  Halévy, théâtre des Bouffes-Parisiens : Mme Palestine
- septembre 1869 : Le Rajah de Mysore, bouffonnerie musicale en un acte de Charles Lecocq, livret de Chivot et Duru, théâtre des Bouffes-Parisiens : Fisapour
- décembre 1869 : La Princesse de Trébizonde, opéra-bouffe en trois actes de Jacques Offenbach, livret de Charles Nuitter et Étienne Tréfeu, théâtre des Bouffes-Parisiens : Paola
- décembre 1871 : Boule de neige, opéra-bouffe en trois actes de Jacques Offenbach, livret de Nuitter et Tréfeu, théâtre des Bouffes-Parisiens : La Grande-Khane
- 28 décembre 1871 : La Dame aux jambes d'azur, par Eugène Labiche : Mme Chatchignard
- décembre 1872 : La Cocotte aux œufs d'or, féerie en trois actes de Clairville, Eugène Grangé et Victor Koning, théâtre des Menus-Plaisirs
- 1873 : Un clou chasse l'autre, théâtre des Menus-Plaisirs
- avril 1873 : La Mariée de la rue Saint-Denis, folie-vaudeville en trois actes de Clairville, Grangé et Koning, théâtre des Menus-Plaisirs